# Harm Habing
Harm Jan Habing, né le 31 octobre 1937 à Tubbergen (Overijssel, Pays-Bas), est un astronome néerlandais, professeur émérite d'astrophysique à l'université de Leyde.

## Carrière
Habing étudie à l'université de Groningue, d'abord la chimie et la physique, puis l'astronomie. Il obtient son doctorat à Groningue en 1968 avec une thèse intitulée Études des conditions physiques dans les régions HI sous la direction de Stuart Robert Pottasch et Hendrik Christoffel van de Hulst.
En 1971, Habing est nommé maître de conférences en astrophysique à l'université de Leyde. Il est promu professeur titulaire en 1979, puis professeur émérite en 2003.
Parmi les anciens étudiants en thèse de Habing, on compte Ewine van Dishoeck et Alexander Tielens.
Harm Habing est rédacteur en chef de la revue  Astronomy & Astrophysics de 1996 à 2002.
Après son départ à la retraite, Habing écrit plusieurs livres, notamment sur l'histoire de l'astronomie.

## Recherche
Habing est connu pour ses recherches de 1968 sur le champ de rayonnement ultraviolet lointain (entre 91 et 240 nanomètres) dans l'espace entre les étoiles. 
Plus tard, à l'Observatoire de Leyde, il s'intéresse aux masers, aux derniers stades de l'évolution stellaire (comme les étoiles OH/IR) et à la formation d'étoiles.
Habing est chercheur principal du satellite astronomique infrarouge (IRAS), lancé en 1983 et qui a permis de nombreuses découvertes dans le domaine de l'astronomie infrarouge. En 1988, Habing reçoit à ce titre la médaille Gilles Holst.

## Nommés d'après Habing
- Champ de Habing, une mesure du champ de rayonnement interstellaire[3].
- (5037) Habing, astéroïde[4].